# Sveaborgs Trafik Ab

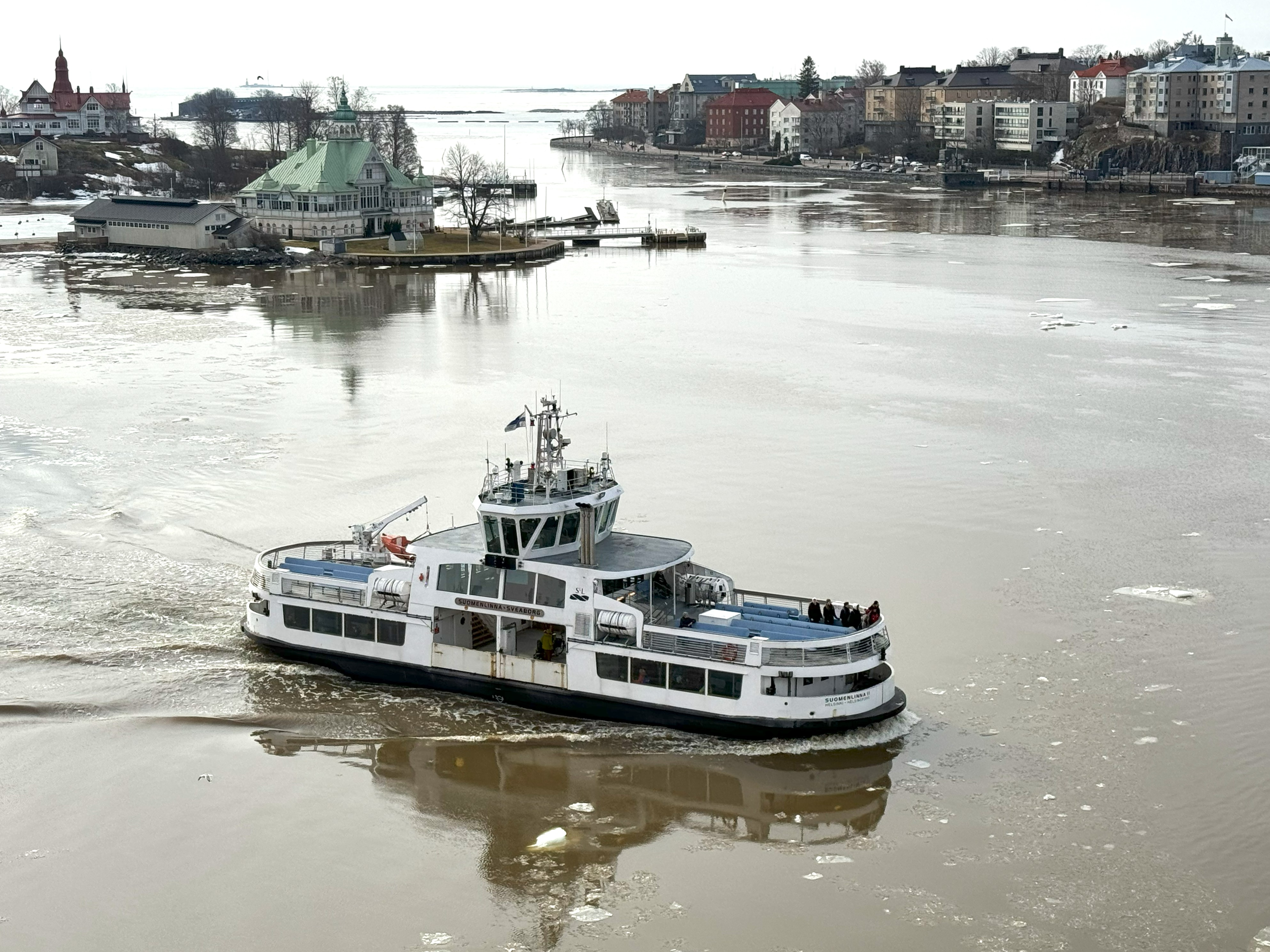
M/S Suomenlinna II i maj 2025

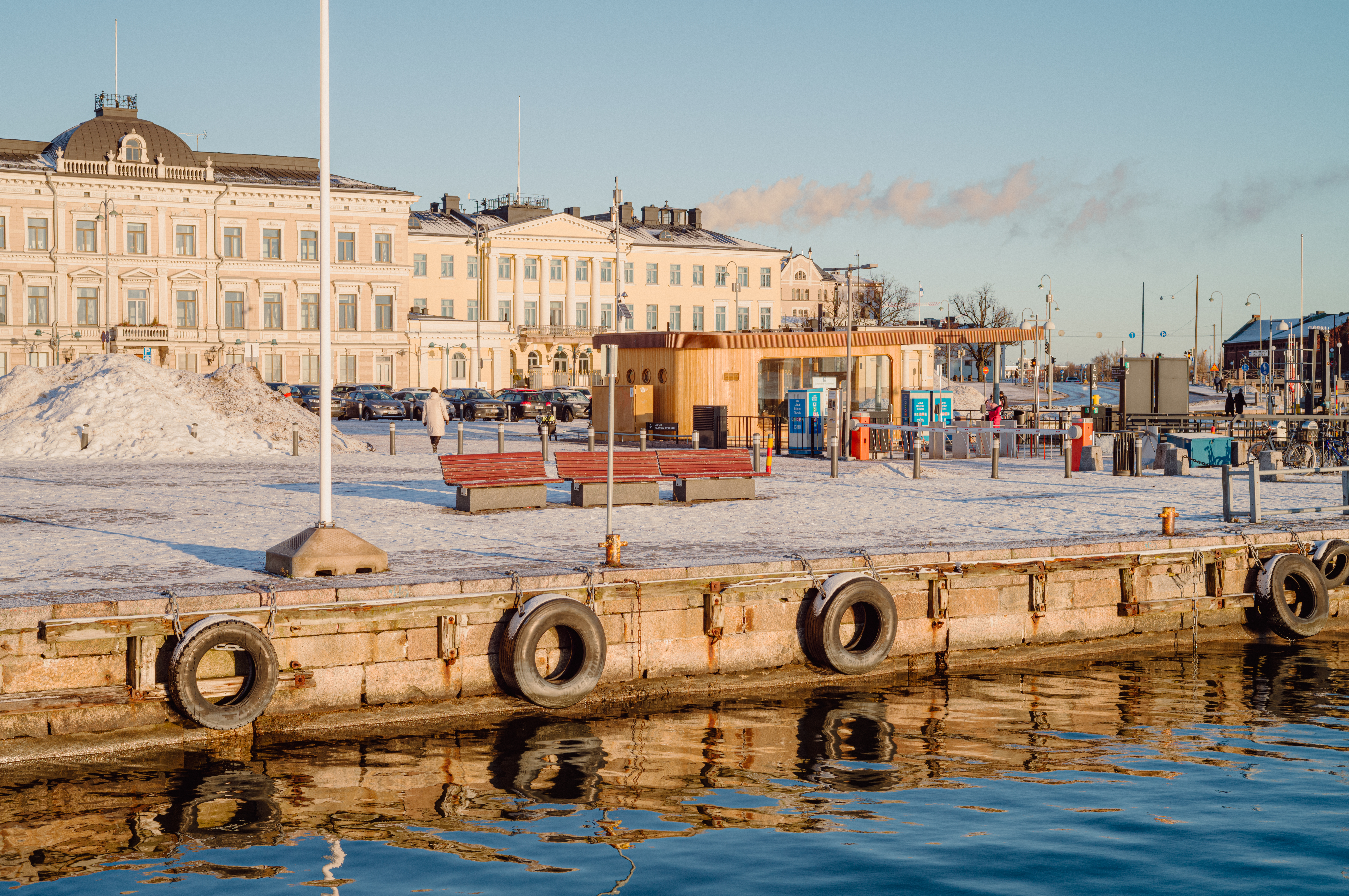
Terminalen vid Salutorget, december 2022

Sveaborgs Trafik Ab (finska: Suomenlinnan Liikenne Oy) är ett finländskt rederi i Helsingfors som ombesörjer lokal bil- och passagerartrafik för Helsingforsregionens trafik, huvudsakligen sedan 1952 mellan Salutorget och Sveaborg. Trafiken körs både i egen regi och genom kontrakterad underleverantör. Rederiet är ett dotterföretag till Huvudstadens Stadstrafik Ab.

## Historik
När bolaget bildades 1950 var dess aktieägare:
- Helsingfors stad; 299 aktier
- Försvarsministeriet; 200 aktier
- Valtion Metallitehtaat; 100 aktier
- Turistföreningen i Finland; 1 aktie

På 1970-talet omorganiserades ägandet av bolaget så att staten och staden ägde det till lika delar. Statens aktier överfördes till undervisningsministeriet och turistföreningens aktier till det av staden ägda Suomen Turistiauto.
Staten sålde sin andel i bolaget till Helsingfors stad 2010 och sedan början av 2011 har bolaget varit helägt av Helsingfors stad. Bolagets aktier fanns i Helsingfors stads trafikverks balansräkning innan Huvudstadsregionens Stadstrafik Ab grundades och Sveaborgs Trafik Ab blev dess dotterbolag.
Bolagets första fartyg M/S Suomenlinna-Sveaborg började trafikera den 1 maj 1952. Färjfästet på Salutorget och passagerarpaviljongen, som ritats av arkitekt Aarne Hytönen, stod klara 1953.
År 1978 började bolagets service- och passagerarfärja M/S Ehrensvärd trafikera från Skatuddens spets till Sveaborg. Högholmens färja och driften av djurparkstrafiken överfördes till Sveaborgs Trafik år 1981. Trafiken drevs av bolaget fram till 1988, då staden överlät den till privata företag. Högholmens färja såldes till Sun Lines, som drev trafik till Sveaborg som en extra färja fram till 1993. År 1992 började M/S Tor, som köpts av Sun Lines, att delta i Sveaborgstrafiken.
I februari 1986 började bolaget köra minibussar längs isvägen från Olympiapiren till Sveaborg. Trafiken fortsatte under den följande vintern, men sedan beslutades att Långörssundet skulle hållas öppen för sjöfart under vintern, vilket gjorde att isvägarna inte kunde byggas.
Sedan 1973 har även privata vattenbussoperatörer varit involverade i Sveaborgstrafiken och kört extra turer och kvällsturer. Vattenbussarna har konkurrerat med bolaget om passagerarna sedan slutet av 1960-talet.
Den nya färjan M/S Suomenlinna II började trafikera i juni 2004. Samma år såldes M/S Suomenlinna-Sveaborg till Sun Ferry och döptes om till M/S Suokki, efter Sveaborgs smeknamn. 

## Färjor
- M/S Suokki, inköpt nybyggd 1950 och ägd sedan 2004 av Sun Lines Oy
- M/S Ehrensvärd, servicefärja för biltransporter mellan Skatuddsspetsen och servicekajen på Sveaborg, inköpt nybyggd 1978 från Hollmings varv i Raumo
- M/S Tor, isbrytande färja, tidigare hamnbogserbåt, som inköpts 1992 av och som från 2004 ägs av Sun Lines Oy
- M/S Suomenlinna II, inköpt nybyggd 2004